# Język amami
Język amami (amami: 島口 shima-yumuta; jap. 奄美語 amami-go) – język należący do grupy języków riukiuańskich.
W Japonii języki riukiuańskie traktowane są jako dialekty języka japońskiego, aczkolwiek ze względu na znaczne różnice względem języka japońskiego i niski stopień wzajemnej zrozumiałości, język amami należy raczej uznać za odrębny język, tworzący wraz z japońskim i innymi językami riukiuańskimi grupę języków japońskich. W zależności od klasyfikacji amami (amami-oshima, północnoriukiuański) traktowany jest jako dialekt riukiuańskiego lub osobny język.
Etnolekt północnoriukiuański, którego używa się na wyspach Amami, dzieli się na północny (zwany górnym) i południowy (dolny).